# Fred Mrotzek
Fred Mrotzek (* 1965 in Parchim, Bezirk Schwerin, DDR) ist ein deutscher Historiker, der unter anderem als Dozent für Zeitgeschichte an der Universität Rostock tätig ist.

## Leben
Fred Mrotzek studierte von 1987 bis 1993 Geschichte und Germanistik in Rostock und Hamburg. 1993 schloss er sein Studium mit dem 1. Staatsexamen ab. Er lehrte kurzzeitig als wissenschaftlicher Mitarbeiter an der Universität Rostock und besuchte von 1995 bis 1997 die Archivschule in Marburg, wo er 1997 sein 2. Staatsexamen ablegte. 1996 wurde er promoviert. Nach einem zweijährigen Forschungsaufenthalt an der Universität Mannheim wurde Mrotzek 1999 stellvertretender Leiter der Verwaltung und wissenschaftlicher Mitarbeiter der Forschungs- und Dokumentationsstelle des Landes Mecklenburg-Vorpommern zur Geschichte der Diktaturen in Deutschland, für die er heute noch arbeitet.
Von 2012 bis 2022 war er Mitglied des NDR-Rundfunkrats. Zudem war er von 2017 bis 2022 Vorsitzender des Landesrundfunkrates Mecklenburg-Vorpommern. Mrotzek ist Landesvorsitzender der Vereinigung der Opfer des Stalinismus, VOS e.V.
Fred Mrotzek befasst sich in seiner Forschung hauptsächlich mit der Aufarbeitung der beiden Diktaturen in Deutschland und der Oral History.

## Publikationen (Auswahl)
- Der Zusammenbruch der DDR am Beispiel der mecklenburgischen Stadt Parchim (Beiträge zur deutschen und europäischen Geschichte, Bd. 17). Verlag Reinhold Krämer, Hamburg 1996. ISBN 978-3-89622-010-3 (zugl. Dissertation Uni Rostock).

Als Mitherausgeber:
- mit Werner Müller (Hrsg.): Bilder des Umbruchs. Katalog zur Fotoausstellung. Stock & Stein, Schwerin 2000. ISBN 3-932370-91-0.
- Dies.: Geschichte der SPD in Mecklenburg-Vorpommern. Dietz-Verlag, Bonn 2002. ISBN 978-3-8012-0329-0.
- mit Stefan Creuzberger, Mario Niemann (Hrsg.): Land im Umbruch. Mecklenburg-Vorpommern nach dem Ende der DDR. Bebra-Verlag, Berlin 2018. ISBN 978-3-95410-079-8.